# Bąkownia
Bąkownia – część wsi Radawie w Polsce, położona w województwie opolskim, w powiecie oleskim, w gminie Zębowice.
W latach 1975–1998 Bąkownia administracyjnie należała do ówczesnego województwa opolskiego.